# Гончарова, Раиса Ильинична
Раиса Ильинична Гончарова (род. 1954, Покурлей, Саратовская область) — советская и российская певица хора, народная артистка России (1994).

## Биография
Раиса Ильинична Гончарова родилась в селе Покурлей Саратовской области в большой крестьянской семье. После окончания школы поступила учиться на швею и записалась в ансамбль «Саратовские гармоники». В мае 1973 года, когда ей было 18 лет, её услышал художественный руководитель Кубанского казачьего хора Сергей Чернобай и пригласил в хор.
В 1973—1998 годах была солисткой Кубанского казачьего хора в Краснодаре. Практически с самого начала выступлений в хоре исполняла сольные запевки многих народных и авторских песен. Проработала в хоре 25 лет, много гастролировала. Десятки народных и авторских песен в её исполнении с хором записаны на грампластинках и компакт-дисках. 
Народный артист России, профессор, композитор Виктор Захарченко говорил о ней во вступительной статье к диску «Золотые голоса России»: 
«В отечественном концертном народном исполнительстве есть целый ряд славных, выдающихся  имён национальных русских певиц: Надежда Плевицкая, Ольга Ковалёва, Лидия Русланова, Людмила Зыкина, своим песенным искусством прославляющих Россию. Имя народной артистки России, золотого голоса Кубанского казачьего хора Раисы Ильиничны Гончаровой достойно занимает своё место в этом почётном ряду».
С 1998 года — художественный руководитель и солистка народного ансамбля «Родник» в КМТО «Премьера».

## Награды и премии
- Дипломант I Всероссийского конкурса государственных русских народных хоров (1975).
- Заслуженная артистка РСФСР (1984).
- Народная артистка России (26 мая 1994) — за большие заслуги в области музыкального искусства[2]
- Почётный гражданин Тихорецкого района (1999).
- Медаль «За вклад в развитие Кубани» II степени (1997).
- Почётная грамота муниципального образования город Краснодар (2014).
- «Почётный гражданин города Краснодара» (23.07.2015)[3].